# Južni Bug
Južni Bug (ukr. Південний Буг, Pivdennyj Buh, rus. Южный Буг, Yuzhny Bug, tur. Aksu, starogrčki jezik: Hypanis) je rijeka u Ukrajini. 

## Tok rijeke
Izvire na zapadu zemlje u Podolju oko 145 km od granice s Poljskom i teče na jugoistok. Dugačka je 853 km. Kod grada Očakova se ulijeva u Crno more.

## Pritoke
Glavni pritoci su rijeke: Volk, Ternovaja, Ikva, Sluč, Homora Zgar, Riv, Sob, Dohna, Savranka, Desna, Mertvovod, Ingul, Sinica, Zgar.

## Gradovi
Na rijeci se nalaze sljedeći gradovi — Hnivan, Ladižin, Vinica, Savran, Haivoron, Pervomaisk, Nova Odesa, Očakov, Mikolajiv.

## Galerija
- Blizu Mikolajiva.
- Blizu Vinice